# Kanton Castelnau-Magnoac
Der Kanton Castelnau-Magnoac war bis 2015 ein französischer Wahlkreis im Arrondissement Tarbes, im Département Hautes-Pyrénées und in der Region Midi-Pyrénées; sein Hauptort war Castelnau-Magnoac. Sein Vertreter im Generalrat des Départements war von 1988 bis 2015, zuletzt wiedergewählt 2008, Bernard Verdier.

## Gemeinden
Der Kanton umfasste 29 Gemeinden:
| Gemeinde           | Einwohner Jahr | Fläche km² | Bevölkerungsdichte | Postleitzahl | Code INSEE |
| ------------------ | -------------- | ---------- | ------------------ | ------------ | ---------- |
| Aries-Espénan      | 64 (2013)      | –          | – Einw./km²        | 65230        | 65026      |
| Arné               | 213 (2013)     | –          | – Einw./km²        | 65670        | 65028      |
| Barthe             | 18 (2013)      | –          | – Einw./km²        | 65230        | 65068      |
| Bazordan           | 118 (2013)     | –          | – Einw./km²        | 65670        | 65074      |
| Betbèze            | 44 (2013)      | –          | – Einw./km²        | 65230        | 65088      |
| Betpouy            | 79 (2013)      | –          | – Einw./km²        | 65230        | 65090      |
| Campuzan           | 171 (2013)     | –          | – Einw./km²        | 65230        | 65126      |
| Castelnau-Magnoac  | 768 (2013)     | –          | – Einw./km²        | 65230        | 65129      |
| Casterets          | 13 (2013)      | –          | – Einw./km²        | 65230        | 65134      |
| Caubous            | 40 (2013)      | –          | – Einw./km²        | 65230        | 65136      |
| Cizos              | 120 (2013)     | –          | – Einw./km²        | 65230        | 65148      |
| Devèze             | 68 (2013)      | –          | – Einw./km²        | 65230        | 65155      |
| Gaussan            | 114 (2013)     | –          | – Einw./km²        | 65670        | 65187      |
| Guizerix           | 123 (2013)     | –          | – Einw./km²        | 65230        | 65213      |
| Hachan             | 40 (2013)      | –          | – Einw./km²        | 65230        | 65214      |
| Lalanne            | 98 (2013)      | –          | – Einw./km²        | 65230        | 65249      |
| Laran              | 54 (2013)      | –          | – Einw./km²        | 65670        | 65261      |
| Larroque           | 100 (2013)     | –          | – Einw./km²        | 65230        | 65263      |
| Lassales           | 30 (2013)      | –          | – Einw./km²        | 65670        | 65266      |
| Monléon-Magnoac    | 445 (2013)     | –          | – Einw./km²        | 65670        | 65315      |
| Monlong            | 114 (2013)     | –          | – Einw./km²        | 65670        | 65316      |
| Organ              | 37 (2013)      | –          | – Einw./km²        | 65230        | 65336      |
| Peyret-Saint-André | 57 (2013)      | –          | – Einw./km²        | 65230        | 65358      |
| Pouy               | 37 (2013)      | –          | – Einw./km²        | 65230        | 65368      |
| Puntous            | 197 (2013)     | –          | – Einw./km²        | 65230        | 65373      |
| Sariac-Magnoac     | 151 (2013)     | –          | – Einw./km²        | 65230        | 65404      |
| Thermes-Magnoac    | 220 (2013)     | –          | – Einw./km²        | 65230        | 65442      |
| Vieuzos            | 54 (2013)      | –          | – Einw./km²        | 65230        | 65468      |
| Villemur           | 60 (2013)      | –          | – Einw./km²        | 65230        | 65475      |

## Bevölkerungsentwicklung
| 1962 | 1968 | 1975 | 1982 | 1990 | 1999 | 2006 |
| ---- | ---- | ---- | ---- | ---- | ---- | ---- |
| 4820 | 4565 | 4236 | 3887 | 3582 | 3411 | 3534 |